# Franz Stark (Philologe)
Franz Stark (* 17. Januar 1818 in Krumau; † 27. März 1880 ebenda) war ein deutscher Philologe und Mitglied der Frankfurter Nationalversammlung.

## Leben
Franz Stark studierte ab 1839 bis 1843 Philologie in Wien. Von 1843 bis 1848 war er als Hauslehrer in Lemberg tätig, nach 1848 war er als Privatlehrer in Krumau angestellt.
Ab 1859 war er auch als Namenforscher tätig.
Er war vom 3. Januar 1849 bis zum 30. Mai 1849 fraktionsloses Mitglied des Frankfurter Paulskirchenparlaments. Sein Wahlkreis war Böhmen (Kreis Budweis, Krumau).

## Werke
- Keltische Forschungen. In: Sitzungsberichte der kaiserlichen Akademie der Wissenschaften, philosophisch-historische Classe, Bd. 61 (1869), Heft 2, S. 215–274 (Digitalisat).
- Die Kosenamen der Germanen. Eine Studie. Mit drei Excursen: 1. Über Zunamen, 2. Über den Ursprung der zusammengesetzten Namen, 3. Über besondere friesische Namensformen und Verkürzungen. Wien 1868 (Neudruck: Wiesbaden 1967, ISBN 978-3253019470)